# Марку Абреу
Марку Абреу (порт. Marco Abreu, нар. 8 грудня 1974, Лубанго) — ангольський футболіст, що грав на позиції захисника.
Виступав, зокрема, за клуби «Академіку» (Візеу) та «Ешпінью», а також національну збірну Анголи.

## Клубна кар'єра
Абрей народився в місті Лубанго, провінція Уїла в сім'ї білих африканців-португальців. У 2-річному віці разом з родиною виїхав до Португалії, де й розпочав займатися футболом. Першим дорослим клубом Марку була «Академіку» (Візеу), до складу якої він приєднався 1994 року. Відіграв за клуб з Візеу наступні чотири сезони своєї ігрової кар'єри. Більшість часу, проведеного у складі «Академіку» (Візеу), був основним гравцем захисту команди. У 1998 році перейшов до клубу «Уніан Мадейра», після чого відправився у 5-місячну оренду в клуб «Трофенсі». У січні, по завершенні терміну дії оренди, повернувся до «Уніану Мадейра». У 2000 році протягом нетривалого періоду виступав у клубі «Варзім». Наступного року перейшов до клубу «Спортінг» (Ковільян), кольори якого захищав протягом двох років. У 2003 році перейшов до «Оваренсе», де виступав протягом року-півтора, з січня 2005 року захищав кольори «Ольяненсі», а сезон 2005/06 років провів у «Портімоненсі».
2007 року уклав контракт з клубом «Ешпінью», у складі якого провів наступні три роки своєї кар'єри гравця. Граючи у складі «Ешпінью» також здебільшого виходив на поле в основному складі команди.
Завершив професійну ігрову кар'єру у клубі «Аванка», за команду якого виступав протягом 2010—2012 років.

## Виступи за збірну
2006 року дебютував в офіційних матчах у складі національної збірної Анголи. У травні 2006 року був викликаний головним тренером ангольської збірної Луїшем Олівейрою Гонсалвішем для участі в чемпіонаті світу 2006 року у Німеччині. Марку мав замінити травмованого Ямбу Ашу. Проте на цьому турнірі Абреу не зіграв жодного поєдинку. Також у складі збірної був учасником Кубку африканських націй 2006 року в Єгипті. Протягом кар'єри у національній команді, яка тривала усього 1 рік, провів у формі головної команди країни 3 матчі.